# Izvor Volge
Izvor Volge (ruski: Исток Волги) nalazi se u Ostaškovskom rajonu Tverske oblasti, 42 km sjeverozapadno od Ostaškova kod 57°15′07″N 32°28′24″E / 57.25194°N 32.47333°E. Velika rijeka Volga počinje na jugo–zapadnoj okolici sela Volgoverhovje. Na periferiji tresetišta postoji nekoliko izvora, međusobno ujedinjenih u mali ribnjak, od kojih se jedan smatra izvorom rijeke Volge.
Oko izvora sagrađena je kapelica, do koje vodi mostić. Iz ribnjaka Volga istječe običnim potočićem širine 50–100 cm i dubine do 30 cm. Približno 250–300 metara nakon izvora vidljivi su ostaci prve brane na Volgi, napravljene od kamena, koja je sagrađena za vrijeme Oljginskog ženskog samostana.
Nakon prvih 3,2 km toka Volga utječe u protočno jezero Mali Verhity, zatim u jezero Veliki Verhity. I onda utječe u veliko jezero Sterž, koje je dio Gornjevolškog umjetnog jezera.
S obzirom na jedinstvenost Izvora Volge kao spomenika prirode na području izvora je formiran rezervat, koji uključuje ukupno očuvannje šumskog prostora s više od 4100 hektara. Izvor rijeke Volge je predmet rekreacijskog korištenja.

## Galerija
- Pogled s malog vidikovca neposredno pred ulazom.
- Prvi most na Volgi.
- Prvih pedesetak metara Volge.
- Ulaz prema izvoru.
- Spomen-kamen.
- Mostić do kapelice i izvora.
- Glavni izvor.
- Pogled sa zvonika samostana Oljginskij.

## Vanjske poveznice
|  | Zajednički poslužitelj ima još gradiva o temi Izvor Volge |